# اذكار (تعز)
اذكار هي إحدى قرى الجمهورية اليمنية. وهي تتبع جغرافيًا ل محافظة تعز. وإداريًا ل مديرية المعافر. يبلغ تعداد سكانها 3049 نسمة حسب الإحصاء الذي أجري عام 2004.